# 채원 (가수)
채원(본명: 윤채원, 2003년 6월 4일~)은 대한민국의 걸 그룹 클라씨의 메인보컬이다. 2021년 방영한 MBC 오디션 프로그램《방과후 설렘》에 참가해 클라씨로 데뷔하였다.

## 생애

### 데뷔 전
태연의 〈Fine〉을 듣고 가수를 꿈꾸었다. 고등학교 1학년 때부터 오디션을 보러 다녔으나 뜻대로 되지 않았다. 마지막으로 열심히 해보자는 생각으로 《방과후 설렘》에 지원했다.

### 《방과후 설렘》 참가
2021년 10월 31일부터 2022년 2월 27일까지 《방과후 설렘》과 프리퀄  《등교전 망설임》에 출연해 데뷔에 성공했다.
《등교전 망설임》
김유연, 전유은과 함께 팀을 만들고 《방과후 설렘》 입학식 무대 곡으로 선미의 〈가시나〉를 선곡했다. 전유은은 반전 표정과 비주얼로 우리만의 매력을 보여주자고 했고, 김유연은 〈가시나〉가 노래와 춤보다 연기가 중요한 노래 같다고 했다. 셋이서 표정 연기에 주력해 연습하고 중간평가를 받았다. 그러나 안무에 힘이 없고 김유연이 박자를 자꾸 놓치자, 아이키는 셋이 따로 노는 느낌이 든다며 힘도 표현력도 부족하다고 지적하고, 팀원끼리의 융화가 시급하다고 했다. 김유연의 표정 연기만 긍정적으로 평가했다. 김유연이 노래를 부를 때 가창력과 박자 모두 부족한 모습을 보여 영지가 다시 부르게 하자, 윤채원은 전유은과 함께 옆에서 손으로 박자를 알려주었다. 영지는 윤채원이 이 노래 리듬감을 가장 잘 이해하고 있다고 평가하고 김유연과 같이 노래를 연습하라고 했다. 중간평가 후 오은영이 상담해주러 연습실로 오자, 윤채원은 다른 팀들과 너무 비교가 된다며 "저만 아무것도 아닌 느낌이 든다"고 했다.
노래 연습과 박자 일치에 집중하고 팀 이름을 '가시나 가지마'로 정한 뒤에 2차 중간평가를 받았다. 영지에게 박자가 맞고 조화가 예쁘다는 칭찬을 받았다. 김유연이 노래에는 답안지가 없어서 공부보다 어렵다고 하자, 영지는 노래의 패턴을 외우라고 하고 윤채원에게 김유연 파트를 계속 불러 들려주게 했다. 아이키는 윤채원이 노래를 부를 때 시원하다고 평가했다.
입학시험
무대로 들어오기 전에 입학처 실장 역할을 맡은 장도연과 만났을 때 자신을 '0.00001초 아이유'라고 소개했다. 〈가시나〉 무대가 끝난 뒤에 윤채원은 팀원 중에서 유일하게 심사위원 전원의 표를 받았다.
| 이름          | 전유은 | 윤채원 | 김유연 |
| 심사위원 투표 | 3      | 4      | 1      |

  합격     탈락

*김유연은 4학년 담임 전소연에 의해 추가로 합격했다.
1학기 중간고사(학년대항전)
입학식 합격자들이 숙소에 들어왔을 때, 명형서, 김유연과 함께 안경을 쓰고 나란히 웃는 모습이 방영되자 셋은 팬들에게 ‘안경즈’로 불렸다. 입학식 준비 과정은 김유연 위주로 편집되어 윤채원이 많이 나오지 않았으나, 1학기 중간고사부터 분량이 늘어났다.
4학년 미션곡으로 에스파 〈Balck Mamba〉가 공개되자 제작진과의 인터뷰에서 “약간 걱정됐어요”라고 했다. 리허설에서 4학년이 3학년보다 에너지가 부족한 모습을 보이자, 전소연은 3학년 에너지가 세기 때문에 지금보다 훨씬 과해도 된다고 했다. 〈Balck Mamba〉 무대 컨셉을 어떻게 잡아야 할지 고민하던 윤채원에게는 어떻게 춤춰야 할지 알려주었다. 약점을 잘 보완한 4학년이 승리했다. 무대 전에 진행된 순위발표식에서 전체 13등을 차지했다.
| 중간고사 1라운드 무대 풀버전 영상 | 중간고사 1라운드 무대 풀버전 영상 | 중간고사 1라운드 무대 풀버전 영상 |
| --------------------------------- | --------------------------------- | --------------------------------- |
| 3학년                             | 현장투표 점수                     | 4학년                             |
| 블랙핑크 〈Pretty Savage〉        | 492 : 634                         | 에스파 〈Balck Mamba〉            |

| 김다솜 | 김유연 | 김인혜 | 김하리 | 명형서 | 송예림 | 윤채원 | 이미희 | 이유민 | 홍혜주 |
| 10     | 5      | 7      | 6      | 3      | 9      | 1      | 4      | 8      | 2      |

2라운드에서는 1라운드 현장 개별 투표에서 가장 많은 표를 얻은 학생들이 학년 에이스로 선정되어 가장 적은 표를 얻은 3학년 김민지와 4학년 김다솜의 생존을 걸고 대결했다. 3학년에서는 최윤정이, 4학년에서는 윤채원이 에이스가 되었다. 하지만 윤채원은 기뻐하지 않고 당황한 기색을 드러냈다. 인터뷰에서 어떻게 해야 할지 막막했다고 말했다. 중간고사 전에 했던 인터뷰에서는 에이스가 되면 망할 것 같다고 답한 적이 있었다.
3학년 에이스 최윤정은 파워 댄스 강자로 높은 경쟁률을 뚫고 《쇼! 음악중심》 〈SAME SAME DIFFERENT〉 무대 인트로 파트 담당으로 선정되기도 했다. 반면 윤채원은 노래를 잘 불렀지만 춤은 잘 추지 못했다. 2학년 이영채는 두 사람의 대결을 두고 “춤 대 보컬 아니야?”라고 했다.
사회자 윤균상이 이길 자신이 있는지 묻자 최윤정은 자신 있는 목소리로 100% 이길 수 있다고 대답했다. 윤채원은 에이스가 될 줄 몰랐지만 꼭 이기겠다고 했다. 그러나 대기실로 들어가면서 "내가 댄스 배틀을 어떻게 해"라며 눈물을 흘렸다. 김다솜에게 미안하다고 말하기도 했다. 명형서는 윤채원에게 스우파가 아니니까 춤을 보여줘야 한다는 생각을 할 필요가 없다고 말하며 안심시켰다.
전소연은 고음으로 관객들의 환호를 끌어내려는 전략을 세워 윤채원에게 노래에 집중하라고 하고, 댄스 브레이크 부분에서 고음을 내지르게 했다. 최윤정은 연습 도중에 윤채원의 고음을 듣고 에이스전 무대에서 자신도 고음을 냈으나 음이탈이 났다. 반면 윤채원은 화려하지 않지만 차분하게 춤추고 뛰어난 고음 실력을 보여주었다.
무대가 끝나자마자 명형서와 김유연은 윤채원이 잘했다며 좋아했다. 2학년 대기실에 있던 이영채는 3학년 승리가 가능하냐고 했다. 최사랑도 "4학년이 이길 것 같아"라며 보컬이 너무 좋았다고 했다. 윤채원은 에이스전이 끝난 뒤에 인터뷰에서 "승리를 직감했어요"라고 말했다. 2라운드에서도 4학년이 승리해 김다솜이 생존했다.
| 경연곡 : 화사 〈멍청이〉          | 경연곡 : 화사 〈멍청이〉          | 경연곡 : 화사 〈멍청이〉          |
| 3·4학년 에이스전 무대 풀버전 영상 | 3·4학년 에이스전 무대 풀버전 영상 | 3·4학년 에이스전 무대 풀버전 영상 |
| --------------------------------- | --------------------------------- | --------------------------------- |
| 3학년 (총점 1012)                 | 현장투표 점수                     | 4학년 (총점 1334)                 |
| 최윤정                            | 520 : 700                         | 윤채원                            |

1학기 기말고사(콘셉트 평가)
4학년 학생들이 연습실에서 원하는 팀을 말할 때 윤채원은 무심코 '예쁜 애' 또는 '귀여운 애' 팀이라고 했다가 급하게 '끼많은 애' 팀으로 바꿔 말했다. 기말고사에서 '귀여운 애' 팀은 없었기 때문에 다들 웃었다. 명형서, 김유연과 같이 '예쁜 애' 팀원이 모이는 장소로 가자, 1학년 보미세라와 윤승주는 누가 올지 맞혔다며 좋아했다. 경연곡은 김유연이 예상한 아이즈원의 〈라비앙 로즈〉였다. 무대가 끝나고 명형서와 보미세라의 현장투표 점수를 공개했을 때까지는 1학년이 47점 앞섰으나, 윤채원이 윤승주보다 훨씬 많은 점수를 얻으며 4학년이 승리했다.
| 경연곡 : 아이즈원 〈라비앙 로즈〉  | 경연곡 : 아이즈원 〈라비앙 로즈〉  | 경연곡 : 아이즈원 〈라비앙 로즈〉  | 경연곡 : 아이즈원 〈라비앙 로즈〉  | 경연곡 : 아이즈원 〈라비앙 로즈〉  | 경연곡 : 아이즈원 〈라비앙 로즈〉  | 경연곡 : 아이즈원 〈라비앙 로즈〉  |
| 1·4학년 '예쁜 애' 무대 풀버전 영상 | 1·4학년 '예쁜 애' 무대 풀버전 영상 | 1·4학년 '예쁜 애' 무대 풀버전 영상 | 1·4학년 '예쁜 애' 무대 풀버전 영상 | 1·4학년 '예쁜 애' 무대 풀버전 영상 | 1·4학년 '예쁜 애' 무대 풀버전 영상 | 1·4학년 '예쁜 애' 무대 풀버전 영상 |
| ---------------------------------- | ---------------------------------- | ---------------------------------- | ---------------------------------- | ---------------------------------- | ---------------------------------- | ---------------------------------- |
| 1학년                              | 1학년                              | 1학년                              | 현장투표 점수                      | 4학년                              | 4학년                              | 4학년                              |
| 정유주                             | 보미세라                           | 윤승주                             | 현장투표 점수                      | 김유연                             | 명형서                             | 윤채원                             |
| 116                                | 144                                | 81                                 | 341 : 354                          | 82                                 | 131                                | 141                                |

2학기 중간고사(학년 연합 배틀)
3·4학년 보컬 포지션 배틀에 출전했다. 연습기간에 4학년 숙소생활 영상을 찍을 때 일기를 읽는 것처럼 말했다. 태연의 〈I〉를 연습하고 있으며 영지 선생님이 칭찬을 많이 해주셔서 기쁘고 메인보컬로서 기량을 보여드리고 싶다고 했다. 뒤이어 촬영한 룸메이트 이미희가 폐활량이 늘어나는 방법을 묻자 숨참기라고 했다.
2학기 중간고사 무대 전에 진행된 순위 발표식에서 지난번보다 12등이나 올라 전체 1위에 올랐고 데뷔조 자리 하나를 4학년이 확보했다. 1위 자리로 이동한 후 "이렇게 높은 자리를 주셔서 정말 감사드리고 앞으로도 더 열심히 하고 싶어요"라고 소감을 말했다.
3·4학년 팀 무대에서 뛰어난 기량을 보여 주었다. 이지우가 음이탈 실수를 한 직후에 차례가 왔지만 당황하지 않고 침착하게 불렀다. 그러나 1·2학년 팀은 고음을 안정적으로 잘 소화했기 때문에 3·4학년 팀이 패했다.
| 1·2학년 무대 풀버전 영상      | 1·2학년 무대 풀버전 영상      | 1·2학년 무대 풀버전 영상      | 1·2학년 무대 풀버전 영상      |               | 3·4학년 무대 풀버전 영상 | 3·4학년 무대 풀버전 영상 | 3·4학년 무대 풀버전 영상 | 3·4학년 무대 풀버전 영상 |
| ----------------------------- | ----------------------------- | ----------------------------- | ----------------------------- | ------------- | ------------------------ | ------------------------ | ------------------------ | ------------------------ |
| 1·2학년 마마무 〈데칼코마니〉 | 1·2학년 마마무 〈데칼코마니〉 | 1·2학년 마마무 〈데칼코마니〉 | 1·2학년 마마무 〈데칼코마니〉 | 현장투표 점수 | 3·4학년 태연 〈I〉       | 3·4학년 태연 〈I〉       | 3·4학년 태연 〈I〉       | 3·4학년 태연 〈I〉       |
| 박보은                        | 이영채                        | 김리원                        | 원지민                        | 830 : 170     | 김수혜                   | 이지우                   | 명형서                   | 윤채원                   |

  1학년     2학년     3학년     4학년
2학기 기말고사(데뷔조 선발전)
4학년에게 배정된 데뷔조 2자리를 두고 4학년 학생끼리 경쟁했다. (여자)아이들의 〈Uh-Oh〉를 선택해 김인혜, 홍혜주와 같은 팀이 되었다. 현장 투표에서는 2위였지만 온라인 투표 합산 점수로 1위가 되어 첫 번째 데뷔조에 포함되었다.
| 경연곡 : 여자친구 〈밤〉 · (여자)아이들 〈Uh-Oh〉 | 경연곡 : 여자친구 〈밤〉 · (여자)아이들 〈Uh-Oh〉 | 경연곡 : 여자친구 〈밤〉 · (여자)아이들 〈Uh-Oh〉 | 경연곡 : 여자친구 〈밤〉 · (여자)아이들 〈Uh-Oh〉 | 경연곡 : 여자친구 〈밤〉 · (여자)아이들 〈Uh-Oh〉 | 경연곡 : 여자친구 〈밤〉 · (여자)아이들 〈Uh-Oh〉 | 경연곡 : 여자친구 〈밤〉 · (여자)아이들 〈Uh-Oh〉 | 경연곡 : 여자친구 〈밤〉 · (여자)아이들 〈Uh-Oh〉 |
| 4학년 무대 풀버전 영상                            | 4학년 무대 풀버전 영상                            | 4학년 무대 풀버전 영상                            | 4학년 무대 풀버전 영상                            | 4학년 무대 풀버전 영상                            | 4학년 무대 풀버전 영상                            | 4학년 무대 풀버전 영상                            | 4학년 무대 풀버전 영상                            |
| ------------------------------------------------- | ------------------------------------------------- | ------------------------------------------------- | ------------------------------------------------- | ------------------------------------------------- | ------------------------------------------------- | ------------------------------------------------- | ------------------------------------------------- |
| 김유연                                            | 김하리                                            | 명형서                                            | 이미희                                            | 김인혜                                            | 송예림                                            | 윤채원                                            | 홍혜주                                            |
| 6                                                 | 7                                                 | 1                                                 | 3                                                 | 3                                                 | 8                                                 | 2                                                 | 5                                                 |

| 첫번째 데뷔조 명단 |        |        |        |        |        |        |
| 박보은             | 김선유 | 김리원 | 김윤서 | 김현희 | 김유연 | 윤채원 |

세미파이널(데뷔조 자리 뺏기)
윤균상이 도전조 학생들에게 곡에 상관없이 이길 수 있는 데뷔조 학생을 선택하라고 했다. 명형서가 첫번째로 나서자 윤채원은 자신에게 못오게 하려고 포즈를 취하고 머리를 쓸어넘겼다. 명형서는 윤채원이 아닌 김리원을 선택했다. 도전조 학생들이 선택을 끝냈을 때 윤채원과 박보은에게 도전한 사람은 없었다.
윤채원이 선택한 곡 로제의 〈On The Ground〉를 공개하고 한 소절을 부르자 명형서는 잘 어울린다고 했다. 데뷔조 선곡이 모두 공개된 후 도전조 학생들에게 도전 대상을 바꿀 기회를 주자, 윤채원은 미나미가 자신에게 오지 않기를 바랐다. 이미희가 윤채원을 선택하고 잘해 보자고 하자, 윤채원도 좋다고 했다. 김윤서와 김유연에게 도전하려다 선택받지 못한 이태림도 윤채원에게 왔다.
세미파이널 데뷔조 무대 신곡 〈SURPRISE〉가 공개되자 박보은과 하이파이브를 하며 좋아했다. 도전조를 A·B팀으로 나눌 때 코끼리코 10바퀴를 돌고 뛰어서 곡을 선택해야 한다고 하자, 윤채원은 안 뛰어서 다행으로 여겼다.
윤채원이 미리 〈On The Ground〉 파트 구상을 정해 이미희와 이태림에게 보여주고 킬링 파트를 하고 싶어하자, 이태림은 댄스 브레이크를 넣고 싶다고 했다. 윤채원은 농담 반 진담 반으로 "기술 쓰면 안 돼"라고 말했다. 제작진에게는 춤이 늘어서 뚝딱거려 보이지 않을 것 같다고 인터뷰했다. 리허설에서 이태림이 고음을 깔끔하게 잘 소화하자 정말 잘 해야겠다고 생각했다.
세미파이널에서 〈SURPRISE〉 무대를 마치고 도전조 대결에서 승리한 B팀의 이태림과 같은 무대에서 겨루었다. 1:1 무대에서도 둘 다 잘했기 때문에 홍혜주, 최윤정, 미나미는 누가 이길지 모르겠다고 했다. 현장투표 결과 윤채원이 승리했다.
| 경연곡 : 로제 〈On The Ground〉 | 경연곡 : 로제 〈On The Ground〉 | 경연곡 : 로제 〈On The Ground〉 |
| 윤채원·이태림 무대 풀버전 영상  | 윤채원·이태림 무대 풀버전 영상  | 윤채원·이태림 무대 풀버전 영상  |
| ------------------------------- | ------------------------------- | ------------------------------- |
| 데뷔조                          | 현장투표 점수                   | 도전조                          |
| 윤채원                          | 220 : 155                       | 이태림                          |

| 두번째 데뷔조 명단 |        |        |        |        |        |        |
| 박보은             | 미나미 | 최윤정 | 김유연 | 명형서 | 윤채원 | 홍혜주 |

특별활동
팬이 윤채원에게 평소 협업하고 싶은 걸그룹 선배님 노래를 불러달라는 쪽지를 보내자 진행을 맡은 오마이걸 승희가 의도적으로 몸을 틀고 윤채원을 바라보며 있는지 물어봤다. 윤채원은 평소 오마이걸 선배님을 좋아했다고 하고 둘이 같이 〈비밀정원〉을 불렀다.
1호팬 영상편지에서 김현희 오빠가 "사실 윤채원씨 팬이야"라며 동생에게 사인을 받아달라고 부탁해서 촬영장을 웃음바다로 만들었다. 윤채원이 한 사인은 김현희 오빠에게 전달되었다.
겨울캠프(온라인 팬미팅)
2022년 동계 올림픽으로 11회·12회 방송이 연기되어 네이버 나우에서 방영한 온라인 팬미팅에 참가했다. 2월 6일 방영한 첫 번째 온라인 팬미팅에서 '방설단'으로 삼행시를 지었다. 겨울캠프를 진행하던 권은비에게 예능 프로에 나가도 잘할 것 같다고 칭찬받았다.
음색요정 미션에서 이하이의 〈1, 2, 3, 4〉를 고르고 평소에 좋아하는 곡이라고 했다. 기억에 남는 선생님 이야기를 말할 때 3·4학년 에이스전에서 전소연이 고음 애드리브를 넣으라고 했던 말이 기억에 남는다고 했다. 팬이 쓴 "네가 어디서 무엇을 하더라도 항상 응원할게"라는 댓글로 큰 힘을 받았다고 했다.
2월 13일 방영한 두 번째 온라인 팬미팅에서는 눈에 띄는 활동이 없었다. 23시 20분부터 시작된 보이스 팬미팅에서는 태연의 〈I〉를 불렀던 3·4학년 보컬 포지션 무대가 기억에 많이 남는다고 했다. 롤모델로 태연이나 아이유처럼 솔로곡을 불러도 혼자서 잘 해낼 수 있는 아이돌이자 가수를 꼽았다. 《방과후 설렘》에서 기억에 남는 순간으로 입학식 후에 전소연을 직접 봤을 때를 이야기하며 감동적이라고 했다.
졸업여행
졸업여행으로 속초에 갔을 때 진실게임 스페셜 MC를 맡았다. 명형서가 “채원이는 자신이 귀여운 걸 아나요?”라고 묻자 바로 “네!”라고 대답했다. 거짓말 탐지기가 진실이라고 판정하자 “저는 귀여운 걸로 판명이 났습니다”라고 했다.
《쇼! 음악중심》 출연
2월 26일 방영된 《쇼! 음악중심》 756회에 파이널 진출 참가자들과 공동 출연했다. 《방과후 설렘》 출연자 단체 인터뷰에서 전소연 선생님이 프로듀싱한 새로운 곡도 준비되어 있다고 홍보했다. 도전조 무대가 끝난 후에 데뷔조 멤버들과 신곡 〈SONIC BOOM〉 1절 부분을 공연했다.
파이널 생방송
2022년 2월 27일 파이널 생방송에서 신곡 〈DREAMING〉 무대를 마치고 공개된 온라인 투표 순위에서 69506.5점으로 4위를 차지했다. 데뷔조가 도전조에게 패하면서 베네핏 5만 점을 얻지 못했다.
| 무대 영상 : 〈DREAMING〉 · 〈SONIC BOOM〉          | 무대 영상 : 〈DREAMING〉 · 〈SONIC BOOM〉          | 무대 영상 : 〈DREAMING〉 · 〈SONIC BOOM〉          | 무대 영상 : 〈DREAMING〉 · 〈SONIC BOOM〉          | 무대 영상 : 〈DREAMING〉 · 〈SONIC BOOM〉          | 무대 영상 : 〈DREAMING〉 · 〈SONIC BOOM〉          | 무대 영상 : 〈DREAMING〉 · 〈SONIC BOOM〉          |               | 무대 영상 : 〈SUN〉 · 〈LIONS〉          | 무대 영상 : 〈SUN〉 · 〈LIONS〉          | 무대 영상 : 〈SUN〉 · 〈LIONS〉          | 무대 영상 : 〈SUN〉 · 〈LIONS〉          | 무대 영상 : 〈SUN〉 · 〈LIONS〉          | 무대 영상 : 〈SUN〉 · 〈LIONS〉          | 무대 영상 : 〈SUN〉 · 〈LIONS〉          |
| -------------------------------------------------- | -------------------------------------------------- | -------------------------------------------------- | -------------------------------------------------- | -------------------------------------------------- | -------------------------------------------------- | -------------------------------------------------- | ------------- | ---------------------------------------- | ---------------------------------------- | ---------------------------------------- | ---------------------------------------- | ---------------------------------------- | ---------------------------------------- | ---------------------------------------- |
| 데뷔조 1라운드 〈DREAMING〉 2라운드 〈SONIC BOOM〉 | 데뷔조 1라운드 〈DREAMING〉 2라운드 〈SONIC BOOM〉 | 데뷔조 1라운드 〈DREAMING〉 2라운드 〈SONIC BOOM〉 | 데뷔조 1라운드 〈DREAMING〉 2라운드 〈SONIC BOOM〉 | 데뷔조 1라운드 〈DREAMING〉 2라운드 〈SONIC BOOM〉 | 데뷔조 1라운드 〈DREAMING〉 2라운드 〈SONIC BOOM〉 | 데뷔조 1라운드 〈DREAMING〉 2라운드 〈SONIC BOOM〉 | 심사위원 점수 | 도전조 1라운드 〈SUN〉 2라운드 〈LIONS〉 | 도전조 1라운드 〈SUN〉 2라운드 〈LIONS〉 | 도전조 1라운드 〈SUN〉 2라운드 〈LIONS〉 | 도전조 1라운드 〈SUN〉 2라운드 〈LIONS〉 | 도전조 1라운드 〈SUN〉 2라운드 〈LIONS〉 | 도전조 1라운드 〈SUN〉 2라운드 〈LIONS〉 | 도전조 1라운드 〈SUN〉 2라운드 〈LIONS〉 |
| 박보은                                             | 미나미                                             | 최윤정                                             | 김유연                                             | 명형서                                             | 윤채원                                             | 홍혜주                                             | 360 : 479     | 김선유                                   | 이영채                                   | 김리원                                   | 원지민                                   | 김윤서                                   | 김현희                                   | 이미희                                   |

- 심사위원 1명이 개별 라운드 무대에 최고 100점까지 줄 수 있다.
- 옥주현은 생방송에 출연하지 못했기 때문에 아이키, 권유리, 전소연만 심사했다.
- 전소연은 도전조 1라운드곡 〈SUN〉의 작사·작곡에 참여했기에 공정성을 위해 2라운드만 평가했다. 그러므로 전체 만점은 500점이 된다.

최종 순위 발표식에서 이미희, 김유연, 이영채와 함께 7위 후보 4인에 포함되었다. 19만 8915.5점을 얻어 7위로 마지막 데뷔 멤버가 되었다. 데뷔 소감에서 팬들과 가족에게 감사를 표했다.
처음 시작할 때만 해도 데뷔라는 자리까지 오게 될 줄은 정말 몰랐는데
이렇게 좋은 기회를 주셔서 너무 감사하고
저를 응원해주시고 사랑해주시는 분들 진짜 너무나도 감사드립니다.— 데뷔 확정 후 소감

극적으로 데뷔한 후에 생방송 종료 후 보이스 팬미팅에서 팬들의 축하를 받으며 기뻐했다. 홍혜주가 부족한 부분을 항상 연습하는 노력파라고 했다. 가장 힘들었던 무대로 근육통이 생겼던 1학기 중간고사 〈Balck Mamba〉를, 최애 무대로 2학기 기말고사 〈Uh-Oh〉를 꼽았다.
| 최종 데뷔조 명단 |        |        |        |        |        |        |
| 1위              | 2위    | 3위    | 4위    | 5위    | 6위    | 7위    |
| 원지민           | 김선유 | 명형서 | 홍혜주 | 김리원 | 박보은 | 윤채원 |

## 클라씨(2022~ )
2022년 3월 19일 TV 도쿄와의 인터뷰에서 롤모델은 소녀시대의 태연이고, 노래로 감동시키는 가수가 되고 싶다고 했다. 5월 5일 미니 앨범 1집 Y 《CLASS IS OVER》 발매와 함께 클라씨 멤버로 정식 데뷔하였다.
9월 11일 방영된 2022 추석특집 아이돌스타 선수권대회에서 e스포츠 선수권대회 배틀그라운드 경기에 참가했다. 솔로 경기에서 베리베리 강민에게 패해 클라씨 멤버 중에서 두 번째로 탈락했다. 듀오 경기에서는 선유와 같은 팀으로 출전했다.

## 학력
- 덕풍중학교 (졸업)
- 풍산고등학교 (졸업)

## 음반
- 클라씨 음반은 클라씨 음반 목록을 참고하십시오.

## 음반 외 활동

### TV 프로그램
| 연도                  | 방송사     | 제목                                | 역할         | 비고                               |
| --------------------- | ---------- | ----------------------------------- | ------------ | ---------------------------------- |
| 2021.10.31~2021.11.23 | MBC        | 《등교전 망설임》                   | 4학년 참가자 | 《방과후 설렘》 프리퀄             |
| 2021.11.31~2022.2.27  | MBC        | 《방과후 설렘》                     | 4학년 참가자 | 오디션 프로그램                    |
| 2022.6.18             | SBS 파워FM | 《웬디의 영스트리트》               | 게스트       | 클라씨 멤버 형서, 보은과 공동 출연 |
| 2022.10.23            | MBC        | 《미스터리 음악쇼 복면가왕》 1685회 |              |                                    |
| 2022.11.11            | JTBC       | 《히든싱어》 시즌7 13회             | 게스트       | 클라씨 멤버 보은, 선유와 공동 출연 |